# Episiotomia

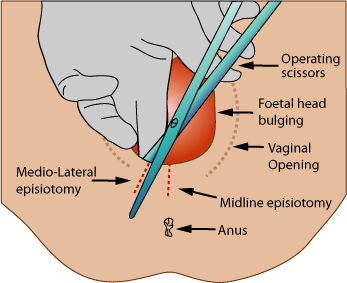
Episiotomia

Episiotomia é uma incisão efetuada na região do períneo (área muscular entre a vagina e o ânus) para ampliar o canal de parto. Seu uso se justifica em alguns casos, como necessidade de parto instrumentalizado, sofrimento fetal, acesso para fletir a cabeça do bebê. É geralmente realizada com anestesia local.

## Histórico
A finalidade clássica da episiotomia seria reduzir a probabilidade de lacerações perineais graves, enquanto a associação com o fórceps minimizaria o risco de trauma fetal, prevenindo hipoxia. Esse pressuposto passou a ser aceito como verdade incontestável e transcrito em diversos tratados de Obstetrícia em todo o mundo, embora não existissem evidências científicas confiáveis de sua efetividade e segurança. A prática da episiotomia foi ampliada nas décadas subsequentes, coincidindo com o número progressivamente maior de partos hospitalares a partir da década de 1940, nos Estados Unidos. Essa mudança no local de parto gerou uma série de intervenções que não se baseavam em evidências científicas. Com a hospitalização do parto, o nascimento passou a ser considerado um processo patológico, requerendo necessariamente a realização de intervenções obstétricas para prevenir ou reduzir a incidência de complicações.. A prática da episiotomia aumentou consideravelmente a partir da década de 1950 porque muitos médicos acreditavam que sua realização reduzia significativamente o período expulsivo, o que lhes permitia atender rapidamente a grande demanda de partos hospitalares, às vezes simultâneos.
O uso desse procedimento se tornou bem mais frequente com a adoção do parto em posição horizontal e da prática sistemática do fórceps de alívio, requerendo "espaço extra" para a manipulação vaginal. O uso de fórceps também se tornou progressivamente mais frequente nos partos hospitalares, em função do uso de técnicas anestésicas que prejudicavam os esforços expulsivos maternos. Popularizou-se também a posição de talha litotômica, apesar de todos os seus inconvenientes, já conhecidos à época, porque garantia melhor acesso do obstetra ao canal de parto. 
Em Portugal os hospitais sofrem penalizações financeiras e arriscam sanções sempre que desrespeitarem as recomendações da Organização Mundial da Saúde (OMS) e da Direção-Geral da Saúde (DGS) sobre a realização de episiotomias durante o parto. Este tipo de penalização deverá ocorrer sempre que se realizem episiotomias de rotina não justificadas. A medida está contida na lei que promove os direitos na preconcepção, na procriação medicamente assistida, na gravidez, no parto, no nascimento e no puerpério, publicada em 2025 em Diário da República.

## Redução do uso da episiotomia
O número de episiotomias só passou a se reduzir a partir da década de 70, quando os movimentos de mulheres e as campanhas pró-parto ativo passaram a questionar o procedimento. Concomitantemente, foram publicados os primeiros estudos clínicos bem conduzidos sobre o tema, em que se questionava o uso rotineiro de episiotomia.   
Destaca-se a importante revisão de Thacker e Banta  publicada em 1983, em que se demonstrou que não havia evidências de sua eficácia e havia evidências consideráveis de riscos associados ao procedimento: dor, edema, infecção, hematoma e dispareunia.

## Episiotomia de rotina ou  episiotomia seletiva: evidências científicas
A revisão sistemática da Biblioteca Cochrane  inclui, até o momento, oito ensaios clínicos randomizados e um total de 5541 parturientes. Os autores concluem que os benefícios da episiotomia seletiva (indicada somente em situações especiais) são bem maiores que a prática da episiotomia de rotina. Os resultados apoiam claramente o uso restritivo da episiotomia, embora não tenha sido esclarecido em quais ocasiões deveria o procedimento ser realizado. 
A recomendação atual da Organização Mundial de Saúde não é de proibir a episiotomia, mas de restringir seu uso, admitindo-se que em alguns casos ela pode ser necessária. Entretanto, a taxa de episiotomia não deve ultrapassar 10%, que foi a taxa encontrada no ensaio clínico randomizado inglês, sem associação com riscos maternos ou neonatais. 
São conclusões desse e outros estudos     
1. Não há diferença nos resultados perinatais nem redução da incidência de asfixia nos partos com episiotomia seletiva comparados com  episiotomia de rotina;
2. Não há proteção do assoalho pélvico materno: a episiotomia de rotina não protege contra incontinência urinária ou incontinência fecal, e tampouco contra o prolapso genital, associando-se com redução da força muscular do assoalho pélvico em relação aos casos de lacerações perineais espontâneas;
3. A perda sanguínea é menor, há menor necessidade de sutura e há menor frequência de dor perineal quando não se realiza episiotomia de rotina;
4. A episiotomia é uma laceração perineal de segundo grau provocada, e quando ela não é realizada pode não ocorrer nenhuma laceração ou surgirem lacerações anteriores, de primeiro ou segundo graus, mas de melhor prognóstico. Verifica-se importante redução de trauma posterior quando não se realiza episiotomia de rotina;
5. A episiotomia não reduz o dano perineal, aumenta-o:  uma prática de episiotomia restritiva reduz o risco de lesão perineal grave; nas episiotomias medianas é maior o risco de lacerações de terceiro ou quarto graus;
6. A episiotomia aumenta a chance de dor pós-parto e dispareunia;
7. A episiotomia pode cursar com complicações como edema, deiscência, infecção e hematoma;
8. A prática da episiotomia acarreta maiores custos hospitalares: Estima-se uma economia entre US$ 6,50 e 12,50 por cada parto vaginal sem episiotomia no setor público. A estimativa para o Brasil seria de uma economia em torno de 15 a 30 milhões de dólares por ano, evitando-se as episiotomias desnecessárias.

## Indicações de episiotomia na obstetrícia moderna
Apesar da recomendação de não se realizar episiotomia de rotina, com todas as evidências disponíveis corroborando sua realização seletiva, persistem dúvidas sobre quais seriam as reais indicações de se realizar episiotomia na prática obstétrica moderna.  As recentes diretrizes do American College of Obstetricians and Gynecologists (ACOG) estabelecem que “os melhores dados disponíveis não apoiam o uso liberal ou rotineiro de episiotomia. Entretanto, há um papel para episiotomia por indicações maternas ou fetais como evitar lacerações maternas graves ou facilitar partos difíceis”.
Não está muito claro em que situações a episiotomia é imprescindível. Na revisão sistemática da Cochrane, questionam-se quais seriam de fato as indicações de episiotomia: parto operatório, parto pré-termo, parto pélvico, macrossomia ou ameaça de ruptura perineal grave. Entretanto, essas situações têm sido questionadas como indicação de episiotomia e claramente este assunto precisa ser mais bem estudado em ensaios clínicos randomizados. Enquanto está bem claro que episiotomia de rotina deva ser evitada, não existem critérios técnicos estabelecidos para que se determine a necessidade de se realizar as episiotomias seletivas.

### Partos instrumentais (fórceps ou vácuo-extração)
Partos instrumentais (fórceps ou vácuo-extração) podem ser realizados sem episiotomia. Na realidade, a combinação de parto fórceps e episiotomia resulta em aumento das lacerações graves de períneo, com possível comprometimento da função anal. Estudos recentes recomendam que essa combinação potencialmente deletéria seja evitada.  

### Prematuridade
Em relação à prematuridade, não há evidências de que a realização de episiotomia seja necessária para prevenção de tocotraumatismos fetais.  

### Parto pélvico
No parto pélvico, não existem ensaios clínicos randomizados comprovando a necessidade de episiotomia, e mesmo a complicação mais temida, a cabeça derradeira, não se associa a desproporção relacionada com o períneo. A Organização Mundial de Saúde recomenda a realização de uma episiotomia no parto pélvico apenas se o períneo é muito rígido.

### Laceração perineal
Em relação à "ameaça de ruptura perineal grave", para prevenir rupturas de terceiro ou quarto grau, não é um diagnóstico objetivo e, clinicamente, não está bem definido o que caracterizaria essa "ameaça". Lacerações de terceiro e quarto grau são, de fato, muito raras, e também não se estimou quantas episiotomias seriam necessárias para prevenir um único caso de ruptura perineal grave.  

### Distocia de ombro
Na  distocia de ombro o problema é a desproporção dos ombros fetais com a pelve óssea, e não com o períneo materno.. Uma indicação aparente seria a necessidade de espaço para realizar as manobras de rotação, mas na maioria dos casos, a distocia pode ser resolvida com a manobra de McRoberts ou a pressão suprapúbica, muitas mulheres podem ser poupadas de uma incisão cirúrgica.
Um estudo publicado em 2012  refere-se ao "final da episiotomia", demonstrando que em diversas condições obstétricas como macrossomia, sofrimento fetal, occipitoposteriores, distocia de ombro e parto instrumental a taxa de lacerações de terceiro e quarto grau na verdade aumenta e não diminui quando se realiza episiotomia. 
Com um protocolo de não realização de episiotomia aliado a estratégias de proteção perineal, Amorim et al. encontraram uma taxa de períneo íntegro superior a 50% e apenas 27% de necessidade de sutura em parturientes que não foram submetidas a episiotomia.
No entanto, como se trata de um estudo não-controlado, com uma casuística isolada, os autores sugerem a realização de ensaios clínicos randomizados comparando uma política de não realização de episiotomia com a política de episiotomia seletiva. 
Até que esses estudos estejam disponíveis, Amorim e Katz (2008) sugerem que a melhor recomendação em realização à episiotomia pode ser resumida pela  frase de Scott (2005): “Não faça nada, sente-se!”. 

## Episiotomia e incontinência urinária
Veja também: músculos do assoalho pélvico
A indicação de episiotomia para evitar, ou diminuir, a incidência de incontinência urinária no pós parto é objeto de muitos estudos acadêmicos.
Estudos sugerem que as alterações do suporte pélvico, e portanto as condições que geram a incontinência urinária, ocorrem antes do parto: 1) pressão intra-abdominal e consequente sobrecarga dos músculos do assoalho pélvico e do tecido fascial; 2) aumento no ângulo entre o colo vesical e a uretra. Entretanto, a gestação não é o único mecanismo que pode levar à alteração da função do assoalho pélvico. No parto vaginal, a região é submetida à pressão da cabeça do feto. Esse mecanismo, principalmente se repetido, poderia levar a mudanças irreversíveis no suporte uretral. Dessa forma, o papel da episiotomia para evitar a incontinência urinária tem sido questionado, embora o uso seletivo, seria vantajoso, pois diminuiria a incidência de trauma perineal posterior . 

## Conclusões
O uso rotineiro da episiotomia não reduz o risco de trauma perineal severo, não previne lesões no polo cefálico fetal e nem melhora os escores de Apgar. Além disso, promove maior perda sanguínea e não reduz o risco de incontinência urinária de esforço, dispareunia e dor perineal após o parto.

Uma evidência a favor do uso restritivo da episiotomia em detrimento ao seu uso rotineiro foi a diminuição do risco de traumatismo perineal posterior, da necessidade de sutura e de complicações. Apesar de haver risco aumentado de traumatismo perineal anterior, a laceração espontânea apresentou menor morbidade  e mostrou-se menos dolorosa que a episiotomia. Os autores da revisão concluem que a episiotomia seletiva traz maiores benefícios que o uso rotineiro, enquanto outros autores propõem um protocolo de não realização de episiotomias.
Além dos impactos negativos da episiotomia à saúde da parturiente ressalta-se, no que tange às políticas de saúde, aumento de custos hospitalares e maior tempo de internação da gestante no pós parto.